# 巴黎-塞纳河谷国立高等建筑学校
巴黎-塞纳河谷国立高等建筑学校（法語：École nationale supérieure d'architecture de Paris-Val de Seine）是法国巴黎的一所建筑学校。学校隶属于法国文化部，是法国20所公立建筑学校之一。学校位于13区的巴黎左岸园区，学校建筑为法国国家建筑大奖得主Frédéric Borel的作品。

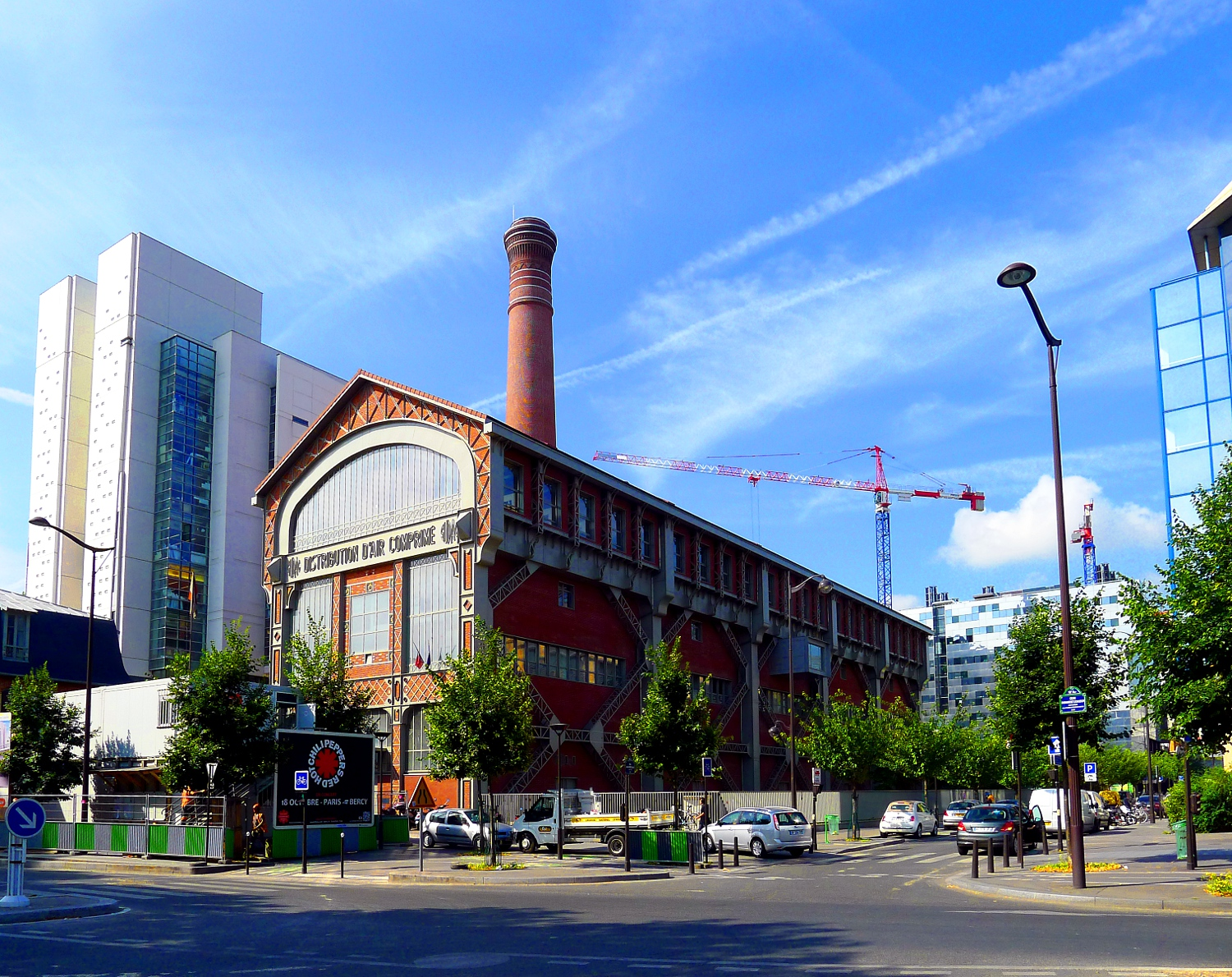
学校建筑

## 历史
学校成立于2001年，有以下几所学校合并而成：
- 巴黎-维勒曼建筑学校（原第一建筑教学单位）
- 巴黎-拉德芳斯建筑学校（原第五建筑教学单位）
- 巴黎-孔夫朗建筑学校（原第四建筑教学单位）
- 巴黎-塞纳河建筑学校（原第九建筑教学单位）

从2001年起，学校分三处办学，直到2007年才搬入巴黎大学旁的现址。

## 外部連結
- 官方网站